# Syrisca pictilis
Syrisca pictilis là một loài nhện trong họ Miturgidae.
Loài này thuộc chi Syrisca. Syrisca pictilis được Eugène Simon miêu tả năm 1886.